# Quyền Miranda

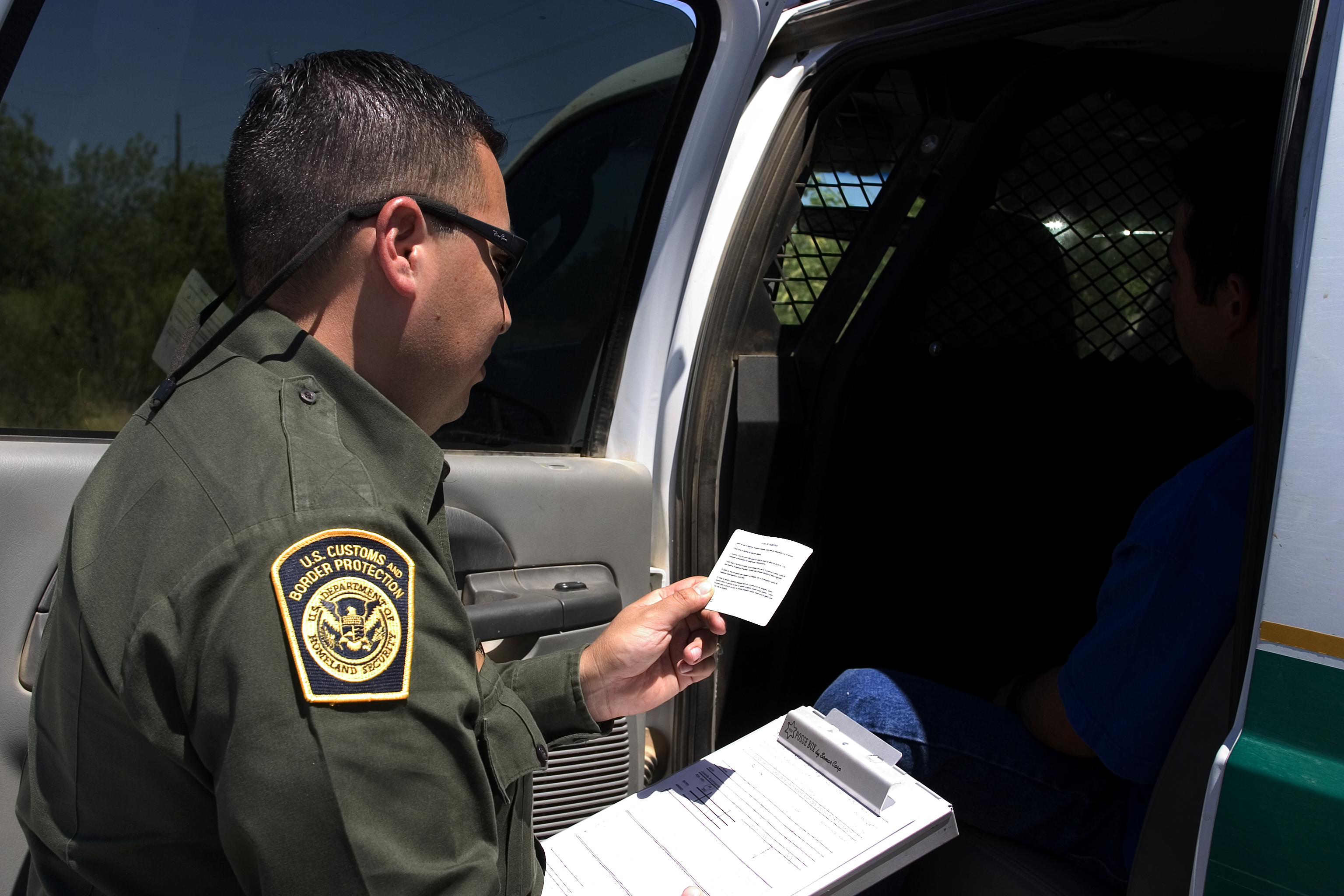
Cảnh sát Cục Hải quan và Bảo vệ Biên giới Hoa Kỳ (CBP) đọc lời cảnh báo Miranda cho nghi phạm.

Theo luật Hoa Kỳ, người bị bắt giữ, trước khi thẩm vấn, phải được cho biết rõ ràng rằng người ấy có quyền giữ im lặng, và bất cứ điều gì người ấy nói sẽ được dùng để chống lại người ấy ở tòa án.
Ở Hoa Kỳ, lời cảnh báo Miranda (tiếng Anh: Miranda warning) là một lời cảnh báo được cảnh sát thông báo cho nghi phạm hình sự ngay lúc bị bắt giữ, hay khi đang ở tình trạng giam giữ, trước khi nghi phạm hình sự bị thẩm vấn hoặc lấy cung liên quan đến sự phạm tội, hay trong một tình trạng quyền tự do đi lại của nghi phạm bị cản trở dù người đó không bi bắt giữ. Một bản buộc tội bởi một nghi phạm sẽ không tạo thành một chứng cứ có thể thừa nhận trừ phi nghi phạm đó đã được thông báo cho biết "các quyền Miranda" của mình và đã được người ta làm cho hiểu, nắm rõ và tự nguyện từ bỏ các quyền này. Tuy nhiên, cảnh sát có thể yêu cầu cung cấp các thông tin về thân thế như: tên gọi, ngày sinh và địa chỉ và không cần đọc các cảnh báo Miranda này cho nghi phạm.
Các cảnh báo Miranda đã được Tòa án Tối cao Hoa Kỳ năm 1966 ra chỉ thị bằng một quyết định trong vụ Miranda kiện Arizona như một phương tiện để bảo vệ các quyền của nghi phạm hình sự theo Tu chính án thứ 5 để tránh việc tự buộc tội cho mình do cưỡng bức (xem quyền im lặng).

## Miranda kiện Arizona
Năm 1963, Ernesto Miranda bị bắt giữ vì tội bắt cóc và cưỡng dâm. Ông nhận lỗi nhưng không bao giờ được báo về quyền im lặng do hiến pháp, cũng như quyền có luật sư có mặt trong phòng khi cảnh sát thẩm vấn. Trong vụ xét xử, các công tố viên chỉ tạo ra lời nhận tội của ông thành chứng cớ và ông bị kết án. Tối cao Pháp viện quyết định trong Miranda kiện Arizona, 384 U.S. 436 (1966), rằng Miranda cảm thấy bị đe dọa trong cuộc thẩm vấn và ông không hiểu có quyền không tự buộc tội và quyền có luật sư. Theo lý luận này, họ giải tội ông. Tuy nhiên, về sau Miranda bị kết án trong vụ xét xử mới, lần này bên nguyên đưa vào nhân chứng và chứng cớ khác, với kết quả ông bị 11 năm trong tù. Ông ở trong tù một phần ba của án, và bốn yêu cầu tạm dung (parole) bị thất bại trước khi được tạm dung bắt đầu từ tháng 12 năm 1972.
Về sau, khi Miranda bị giết trong cuộc ẩu đả với con dao, cảnh sát đọc lời cảnh báo Miranda cho người giết ông; ông ấy dẫn chứng những quyền này và từ chối không nói gì.
Năm 2000, Tối cao Pháp viện giải quyết về vấn đề Miranda còn có hiệu lực hay không do Đạo luật Kiểm soát Tội phạm và Đường phố An toàn năm 1968. Với đa số 5–4, tòa án giải quyết rằng nó vẫn có hiệu lực, vì Miranda đã tạo ra một quy định hiến pháp mà chỉ có tòa án (hay một tu chính án hiến pháp) có khả năng hủy bỏ.

## Nội dung quyền Miranda
Theo Tòa án tối cao Hoa Kỳ, trước khi thẩm vấn, cảnh sát phải thông báo cho nghi phạm hình sự như sau: 
| “ | "Anh có quyền giữ im lặng và từ chối trả lời câu hỏi. Bất cứ điều gì anh nói cũng sẽ được dùng để chống lại anh trước tòa. Anh có quyền có luật sư trước khi khai báo với cảnh sát và luật sư sẽ hiện diện khi cảnh sát thẩm vấn anh. Nếu anh không thể tìm được luật sư, anh sẽ được cung cấp một luật sư trước khi trả lời các câu hỏi. Anh có thể trả lời câu hỏi khi không có luật sư, nhưng anh vẫn có quyền ngưng trả lời bất cứ lúc nào để chờ sự có mặt của luật sư". | ” |